# Route européenne 79
Pour les articles homonymes, voir E79 et Route 79.
La route européenne 79 (E79) est une route reliant Miskolc, en Hongrie à Thessalonique, en Grèce en passant par Sofia.